# Hypericum umbraculoides
Hypericum umbraculoides är en johannesörtsväxtart som beskrevs av N.K.B. Robson. Hypericum umbraculoides ingår i släktet johannesörter, och familjen johannesörtsväxter. Inga underarter finns listade i Catalogue of Life.